# Toshiki Koike
Toshiki Koike (jap. 小池 知己 Koike Toshiki; ur. 10 listopada 1974) – japoński piłkarz występujący na pozycji pomocnika.

## Kariera klubowa
Od 1993 do 2003 roku występował w klubach FC Tokyo, Mito HollyHock i Shonan Bellmare.